# 锯叶竹节树
锯叶竹节树（学名：Carallia diplopetala）为红树科竹节树属下的一个种。

## 扩展阅读
- 維基物種上的相關：锯叶竹节树